# Casamento é Negócio?
Casamento é Negócio? é um filme mudo brasileiro de 1933 do gênero drama, dirigido e roteirizado por Guilherme Rogato, com produção da Gáudio Filmes. No elenco estavam atores como Bonifácio Silveira, Luis Girard, Moacir Miranda, Josefa Cruz e Agnelo Fragoso. Foi gravado inteiramente no estado de Alagoas, passando por vários locais de Maceió, como as praças Deodoro e D. Pedro II, a lagoa Manguaba e o Sítio Leopoldis. Estreou oficialmente em Maceió, no dia 7 de abril de 1933, tendo uma exibição especial alguns dias antes, em 3 de abril.. É considerado um clássico do cinema mudo brasileiro.

## Sinopse
Uma moça é disputada por um rapaz rico e por outro simples. O rapaz simples sonha em enriquecer através da descoberta de petróleo.

## Elenco
Nenhum ator do longa era profissional, todos eram amadores chamados por Rogato.
- Bonifácio Silveira como Velho
- Luis Girard
- Moacir Miranda
- Josefa Cruz como Velha
- Agnelo Fragoso como Vagabundo
- Orlando Vieira
- Armando Montenegro
- Antônio Portugal Ramalho
- Morena Mendonça
- Cláudio Jucá